# Horchata

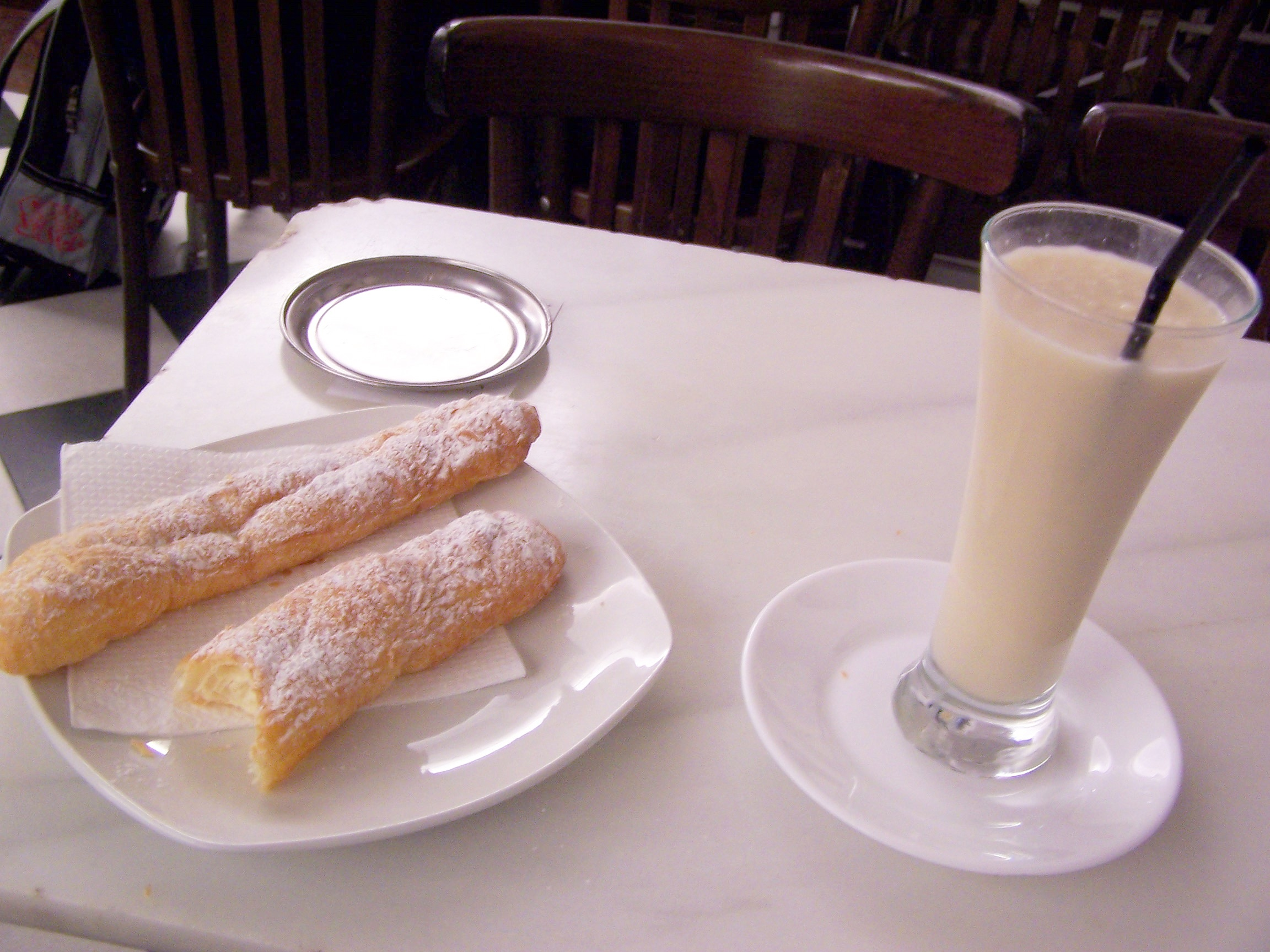
En valenciansk fika med horchata de chufa.

Horchata, är ett namn på flera spannmålsbaserade drycker, men framförallt den på jordmandlar.
Horchata de chufa, jordmandeldryck, tillverkas genom att man pressar vätska ur jordmandlar. Horchatan är en traditionell dryck i Valencia (på valencianska: orxata de xufa), då regionen Valencia har ett mycket lämpligt klimat för odling av växten.

## Historia och framställning
Termen horchata, som kommer från det latinska hordeata i sin tur från hordeum ("korn") används om medelhavsområdets tradition av framställning av spannmålsbaserade drycker. Valencias horchata de chufa görs av torkade och sötade jordmandlar (Cyperus esculentus). Denna slags horchata kallas på spanska för horchata de chufa eller, kunnu aya i västafrikanska länder som Nigeria och Mali..
Från Valencia, där den förblivit populär, tog man med sig receptet på horchata till den Nya världen. I Amerika har recept utvecklats på drycker som agua de horchata eller rätt och slätt horchata, med vitt ris och kanel istället för de mindre vanliga jordmandlarna. Ibland har dessa drycker kryddats med vanilj, eller serverats dekorerade med frukt.
Idag säljs spannmålsdrycker med liknande smaksättning i många delar av världen som varianter av horchata eller kunnu.

## Varianter

### Horchata de chufaellerkunnu aya
Drycken som idag kallas horchata de chufa(s) eller, i Västafrika kunnu aya) är den ursprungliga formen av horchata. Den framställs av blötlagda, malda och sötade jordmandlar. Enligt forskare vid universitetet i Ilorin, Nigeria, är kunnu på jordmandlar en billig källa till protein.
Drycken är än idag populär i Spanien, där man har ett råd som försäkrar kvalitén på produkterna och deras spårbarhet i förhållande till ursprungsbeteckningen. Drycken är så populär att den på vissa platser serveras i särskilda horchaterior. serveras drycken iskall som en naturlig törstsläckare på sommaren, ofta tillsammans med fartoner. Horchata de chufa används också som ersättare för komjölk av laktosintoleranta.
Största delen av Spaniens odlingar av jordmandel går till framställningen  av horchata de chufa. Alboraya är det främsta produktionscentret.
I sällsynta fall har olika former av aflatoxin spårats i horchata de chufa.

### Horchata de melón
Horchata de Melón framställs av malda melonkärnor.

### Semilla de jicaro
I de centralamerikanska länderna El Salvador, Nicaragua, Honduras, och Costa Rica, syftar horchata på drycken även känd som semilla de jicaro, som görs på kärnorna av Crescentia alata, malda med ris och kryddor som kakaobönor, kanel, sesamfrö, muskotnöt, jordmandel och vanilj. Malda jordnötter, mandlar och kasjunötter kan också tillsättas.

### Ecuadoriansk horchata
I Ecuador, är horchata ett klarrött avkok på 18 örter, och är mest känt i provinsen Loja

## Horchata som smak

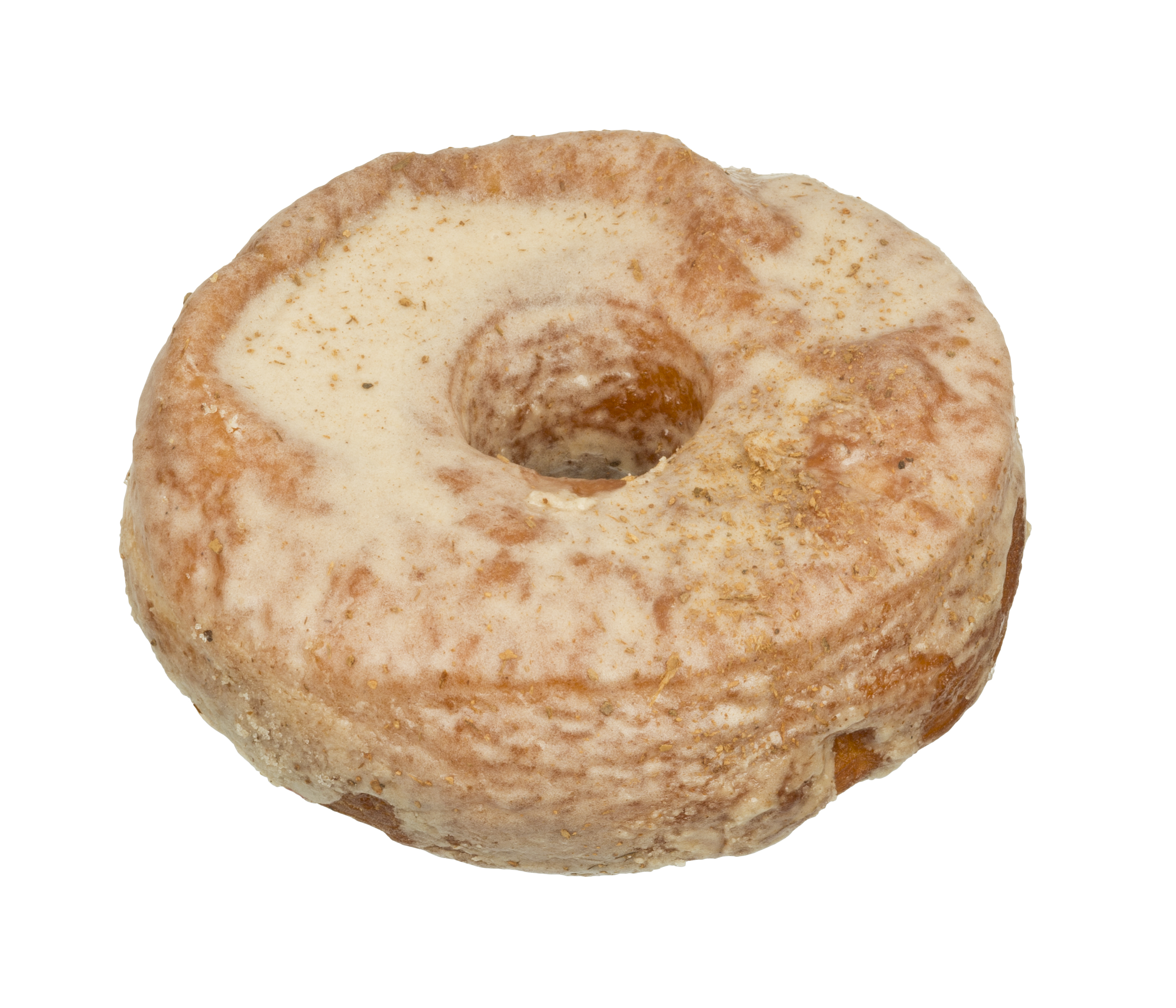
En flottyrring med horchata-smak.

Horchata som smak finns bland annat i glass, kakor och godis, liksom Rumchata, en alkoholhaltig variant av drycken. Vissa juicebarer, kaféer och McDonald's i USA har experimenterat med horchata-smakande frappé-kaffe.